# Edward von Sievers
Le comte Edward von Sievers, né le 27 juin 1900 (10 juillet dans le calendrier grégorien) à Saint-Pétersbourg et mort le 24 août 1979 à Moscou, est un aristocrate allemand de la Baltique, dont la famille s'est russifiée au service de l'Empire russe. Il se rendit célèbre comme moine orthodoxe, sous le nom de père Siméon, puis de père Samson.

## Biographie
Edward von Sivers est le fils du comte Esper von Sievers et de son épouse anglaise, née Mabel Annie Gare. Il grandit dans la haute société pétersbourgeoise, proche de la famille impériale. Il a deux sœurs Mary-Julia (sa jumelle) et Olga (née en 1902) et un frère cadet, Alexandre, né en 1906. Il parle le russe, l'allemand, le français, l'anglais, le grec ancien. Après la révolution russe, le jeune homme se convertit de l'anglicanisme à la religion orthodoxe, sous le nom de Serge. Il entre en 1918 au monastère de Savvo-Krypetsky, mais il est arrêté et condamné à mort par des soldats lettons de l'Armée rouge. Il n'est que blessé à son exécution et réussit à s'enfuir, jusqu'à Tikhvine, où il se fait miraculeusement soigner à l'hôpital local. L'évêque de Tihvine, Alexis, futur patriarche, le consacre comme hypodiacre. Le jeune homme s'inscrit au club local, organise des lectures secrètes et remplit plusieurs missions de liaisons, entre clercs pourchassés par le nouveau régime. Il réussit à entrer à la grande laure de Saint-Alexandre-Nevski à Pétrograd en 1921, grâce à l'aide de l'évêque de Tikhvine. Il devient moine sous le nom de religion de Siméon. Il devient hiéromoine, c'est-à-dire moine-prêtre, le 19 janvier 1925. Il s'occupe des finances du monastère et il lui arrive de confesser le célèbre Ivan Pavlov. Cependant le monastère est fermé par les autorités soviétiques en 1932.

## Après 1932
Tous les moines sont arrêtés et emprisonnés. Il raconte s'être confié avant et après son arrestation à la Vierge Marie. Le père Siméon est déporté au svirlag, où il doit supporter des séances de torture où il est nu dans la neige. Il est envoyé ensuite en Ouzbékistan, où il manque de se noyer, pendant les travaux de construction du canal Staline de Fergana. Il est libéré en 1934, mais arrêté à nouveau en 1936 et emprisonné à Borissoglebsk, sous le chef d'accusation de l'article 5810 du code criminel. Il nie appartenir à des groupes anti-soviétiques pendant son procès, mais il est déporté dans l'Extrême-Orient soviétique. Il impressionne ses codétenus par ses convictions spirituelles. Les prisonniers manquent de se faire tuer par les gardiens de prison, qui tentent de fuir, lorsque les Japonais attaquent la région, mais le père Siméon qui était convaincu de vivre vieux les rassure et ils échappent de fait à la mort. Le père Siméon décide de fuir à pied dans ces moments de désordre, et rejoint la Kirghizie, puis Tachkent. Les religieux sont amnistiés par Staline après la guerre et le père Siméon gagne en 1946 Stavropol, où l'évêque lui donne la paroisse de Vinodelnoïe, puis un an plus tard la stanitsa de Kolgouta, mais son influence auprès de la jeunesse provoque une nouvelle arrestation à la fin de l'année. Il passe un an à la prison de Bakou. Il est nommé à sa sortie à la paroisse de Rouzaïevka, en Mordovie, puis au village de Makarovka, près de Saransk et enfin au village de Spasskoïe, toujours dans la région. Il y soigne nombre de maladies physiques et spirituelles, malgré les persécutions.

## Après 1956
Le père Siméon est envoyé ensuite à Poltava en Ukraine, où subsistait encore un monastère féminin. Il sert entre 1956 et 1958 comme second prêtre à la cathédrale Notre-Dame de Kazan de Stalingrad (aujourd'hui Volgograd), mais ses sermons, qui attirent la foule, attirent aussi la jalousie de ses confrères, et il est envoyé au monastère des Grottes de Pskov, près de la frontière avec la république socialiste soviétique d'Estonie. Il y demeure de 1958 à 1963 et, là encore, son influence auprès de la jeunesse cause le mécontentement des organes du parti. Le supérieur du monastère, afin de préserver la tranquillité du monastère, décide de « sacrifier » le père Siméon et de l'envoyer à Moscou. Il y retrouve l'ancien évêque de Tikhvine, devenu patriarche de Moscou. Il y passe ses dernières années.
Il prend le nom de Samson (d'après saint Samson l'Hospitalier, saint byzantin du VIe siècle) lorsqu'il atteint le grand schème, c'est-à-dire un haut degré d'ascèse spirituelle, en 1966, à une époque où l'athéisme faisait office de religion d'État et d'obligation sociale. Il avait la réputation d'être un moine compréhensif vis-à-vis des pécheurs. L'office funèbre a lieu en l'église Saint-Nicolas-Kouznetski à Moscou et il est enterré au cimetière Nikolo-Arkhangelski de Moscou.

## Source
- (en) Cet article est partiellement ou en totalité issu de l’article de Wikipédia en anglais intitulé « Sampson Sievers » (voir la liste des auteurs).